# Eupithecia lindti
Eupithecia lindti es una especie de polilla de la familia Geometridae. La especie fue descrita por primera vez por Jaan Viidalepp habiendo sido descrita en 1988, con distribución en Afganistán, las montañas de Uzbekistán, Tayikistán y el norte de Pakistán y la India. El holotipo de la especie fue descrita en los 
montes de la cordillera Darvoz, Tayikistán. Pertenece al grupo de especies E. gueneata junto con otras quince especies de Eurasia.